# Eve Gray
Pour les articles homonymes, voir Gray.
Eve Gray, de son vrai nom Fanny Evelyn Garrett, née le 27 novembre 1900 à Handsworth (Midlands de l'Ouest) et morte le 23 mai 1983 à Mere (Wiltshire), était une actrice britannique.

## Filmographie
- 1927 : Les Cheveux d'or d'Alfred Hitchcock : Showgirl, la victime (non créditée)
- 1927 : A Daughter of the Night: Psalm 69, court-métrage de Charles Barnett
- 1927 : The Silver Lining (en) de Thomas Bentley : Lettie Deans
- 1927 : Poppies of Flanders (en) d'Arthur Maude : Beryl Kingwood
- 1927 : One of the Best (en) de T. Hayes Hunter : Mary Penrose
- 1928 : Moulin rouge d'Ewald André Dupont : Margaret
- 1928 : Villa Falconieri de Richard Oswald : Princesse Sora
- 1928 : Smashing Through (en) de W. P. Kellino : Kitty Masters
- 1929 : Lockendes Gift de Fred Sauer
- 1929 : Die Abenteurer G.m.b.H. de Fred Sauer : Lucienne Fereoni
- 1930 : The Loves of Robert Burns (en) de Herbert Wilcox : Mary Campbell
- 1930 : Night Birds (en) de Richard Eichberg : Mary Cross
- 1930 : Why Sailors Leave Home (en) de Monty Banks : une esclave
- 1931 : The Wickham Mystery (en) de G.B. Samuelson : Joan Hamilton
- 1931 : Midnight (en), court-métrage de George King : Dorothy Harding
- 1933 : The Flaw (en) de Norman Walker : Irene Nelson
- 1933 : Smithy (en) de George King : la fille
- 1933 : The Bermondsey Kid (en) de Ralph Dawson : Toots
- 1934 : The Crimson Candle (en) de Bernard Mainwaring : Mavis
- 1934 : Guest of Honour (en) de George King : Cissie Poffley
- 1934 : Big Business (en) de Cyril Gardner : Sylvia Brent
- 1934 : What's in a Name? (en) de Ralph Ince : Mrs Schultz
- 1934 : Womanhood de Harry Hughes : Leila Mason
- 1935 : Murder at Monte Carlo de Ralph Ince : Gilian
- 1935 : Three Witnesses (en) de Leslie S. Hiscott : Margaret Truscott
- 1935 : Death on the Set (en) de Leslie S. Hiscott : Laura Cane
- 1935 : Man of the Moment (en), de Monty Banks : Miss Madden
- 1935 : Department Store (en) de Leslie S. Hiscott : Dolly Flint
- 1935 : Scrooge de Henry Edwards : la femme de Fred
- 1936 : Jury's Evidence (en) de Ralph Ince : Ruby
- 1936 : The Last Journey (en) de Bernard Vorhaus : Daisy
- 1936 : Twice Branded (en) de Maclean Rogers : Sylvia Hamilton
- 1936 : They Didn't Know (en) de Herbert Smith : Cutie
- 1936 : The Happy Family (en) de Maclean Rogers : Nia Harrison
- 1936 : Such Is Life (en) de Randall Faye : Vicky
- 1937 : Pearls Bring Tears (en) de H. Manning Haynes : Pamela Vane
- 1937 : Fifty-Shilling Boxer (en) de Maclean Rogers : Miriam Steele
- 1937 : The Vicar of Bray (en) de Henry Edwards : Meg Clancy
- 1937 : Silver Blaze de Thomas Bentley : Mrs Mary Straker
- 1937 : When the Devil Was Well de Maclean Rogers : Ann
- 1937 : The Angelus (en) de Thomas Bentley : Maisie Blake
- 1937 : Strange Adventures of Mr. Smith de Maclean Rogers : Mrs Maidie Smith
- 1938 : The Awakening de Toni Frenguelli
- 1938 : His Lordship Regrets (en) de Maclean Rogers : Enid
- 1939 : His Lordship Goes to Press (en) de Maclean Rogers
- 1951 : One Good Turn (en) d'Arthur Maude : Mrs Lowery